# Vîtan, Rohatîn
Vîtan (în ucraineană Витань) este un sat în așezarea urbană Bukacivți din raionul Rohatîn, regiunea Ivano-Frankivsk, Ucraina.

## Demografie
Componența lingvistică a localității Vîtan
     Ucraineană (100%)
Conform recensământului din 2001, toată populația localității Vîtan era vorbitoare de ucraineană (100%).